# John Glover (général)
Pour les articles homonymes, voir John Glover.
John Glover, né le 5 novembre 1732 et mort le 30 janvier 1797, était un pêcheur, marchand, homme politique et chef militaire américain de Marblehead (Massachusetts). Il a servi comme brigadier général dans l’armée continentale pendant la guerre d'indépendance des États-Unis,. Il est surtout célèbre dans l’histoire américaine pour son rôle dans la fondation de ce qui allait devenir la United States Navy. Avec son régiment, il a traversé le Delaware à la rame, a combattu à la bataille de Long Island et a dirigé l’un des premiers régiments intégrés de la révolution américaine.

## Jeunesse
John Glover est né à Salem (Massachusetts). Il était le fils d’un charpentier en bâtiment. Son père mourut quand John avait quatre ans. Peu de temps après, sa mère et ses trois frères ont déménagé dans la ville voisine de Marblehead. Jeune homme, John Glover devint cordonnier et négociant en rhum, puis armateur et marchand international. Il épousa Hannah Gale en octobre 1754.
Après le massacre de Boston en 1770, des comités de correspondance ont été formés. Marblehead élit John Glover ainsi que les futurs révolutionnaires Elbridge Gerry et Azor Orne à des postes de comité. Après que le premier Congrès continental ait adopté les accords de non-importation sanctionnant le commerce avec les Britanniques, John Glover a été élu pour faire respecter l’embargo en tant que membre du comité d’inspection.
En 1773, il y a eu une épidémie mortelle de variole dans la ville de Marblehead. John Glover, Azor Orne et Elbridge Gerry ont demandé à la ville de Marblehead la construction d’un hôpital sur Cat Island. Après que la ville ait voté contre par suspicion, ils ont pris l’initiative de construire l’hôpital sur l’île sur leurs fonds privés après avoir reçu l’autorisation de Salem. Connu sous le nom d’hôpital d’Essex, il a réussi à traiter la majorité des patients. Cependant, de nombreux citoyens de Marblehead étaient encore inquiets à ce sujet, le forçant à fermer, et quelques habitants l’ont finalement incendié.

## Carrière militaire
John Glover a été actif dans la milice pendant de nombreuses années avant la révolution, son premier service remontant à 1759. En 1775, il est élu lieutenant-colonel du 21e régiment du Massachusetts de Marblehead, et il devient commandant de l’unité après la mort du colonel Jeremiah Lee en avril 1775.

### Marine américaine

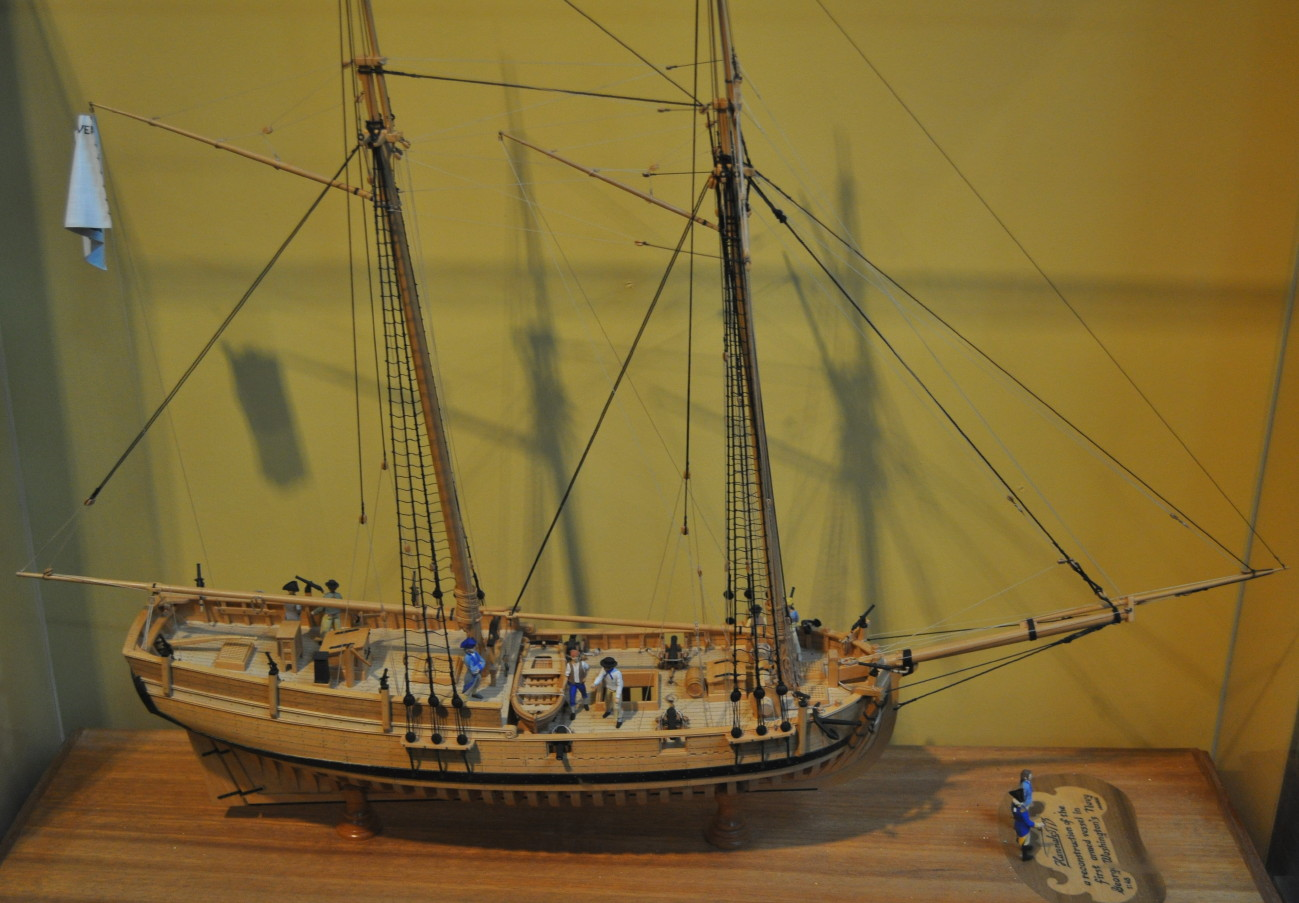
Maquette du premier navire de la marine, le USS Hannah (1775), au U.S. Navy Museum, propriété de Glover et nommé en l’honneur de sa femme.

John Glover fit marcher son régiment pour se joindre au siège de Boston en juin 1775. À Boston, pour attaquer les navires de ravitaillement britanniques, le général George Washington affrète la goélette Hannah de Glover, qui devient le premier de nombreux corsaires ou navires de guerre autorisés par Washington. Pour cette raison, le Hannah a parfois été appelé le premier navire de la Continental Navy ou son successeur ultérieur, la United States Navy.

### Chef de l’un des premiers régiments américains intégrés
La milice de Marblehead ou « Glover’s Regiment » devient le 14e régiment continental. John Glover fut en mesure de lever un régiment de 500 hommes composé à la fois de sa milice et de marins de Marblehead, et que Washington qualifiait de soldats « élevés à la mer ». Ce régiment est devenu connu sous le nom de « régiment amphibie » en raison de ses compétences nautiques vitales. Il était composé presque entièrement de marins et de pêcheurs. Beaucoup de ces hommes étaient des Amérindiens, des Juifs, des Afro-Américains et des Espagnols formant les premières unités intégrées dans la nouvelle armée américaine. Les rôles d’appel du régiment indiquaient qu’un tiers des hommes avaient le teint foncé. Un général de Pennsylvanie fut choqué par le « nombre de nègres » dans le régiment de Glover, qui étaient traités comme les égaux des blancs. La plupart des membres du régiment vivaient à Marblehead et se sont rassemblés avant la guerre pour pêcher dans les Grands Bancs. En mer, tout le monde travaillait vers un objectif commun, et les antécédents d’un individu n’avaient pas d’importance, une philosophie transmise au régiment.

### Bataille de Long Island
Après que Washington ait perdu la bataille de Long Island (ou bataille de Brooklyn) en août 1776, les Marbleheaders de Glover évacuèrent l’armée de l’autre côté de l’East River jusqu’à l’île de Manhattan lors d’une opération nocturne surprise, les sauvant d’être piégés dans leurs tranchées fortifiées sur Brooklyn Heights. Lors des actions subséquentes de la campagne de New York, le régiment se bat bien contre les Britanniques à Kips Bay lorsque les Tuniques rouges envahissent Manhattan et Pell's Point.

### Bataille de Trenton

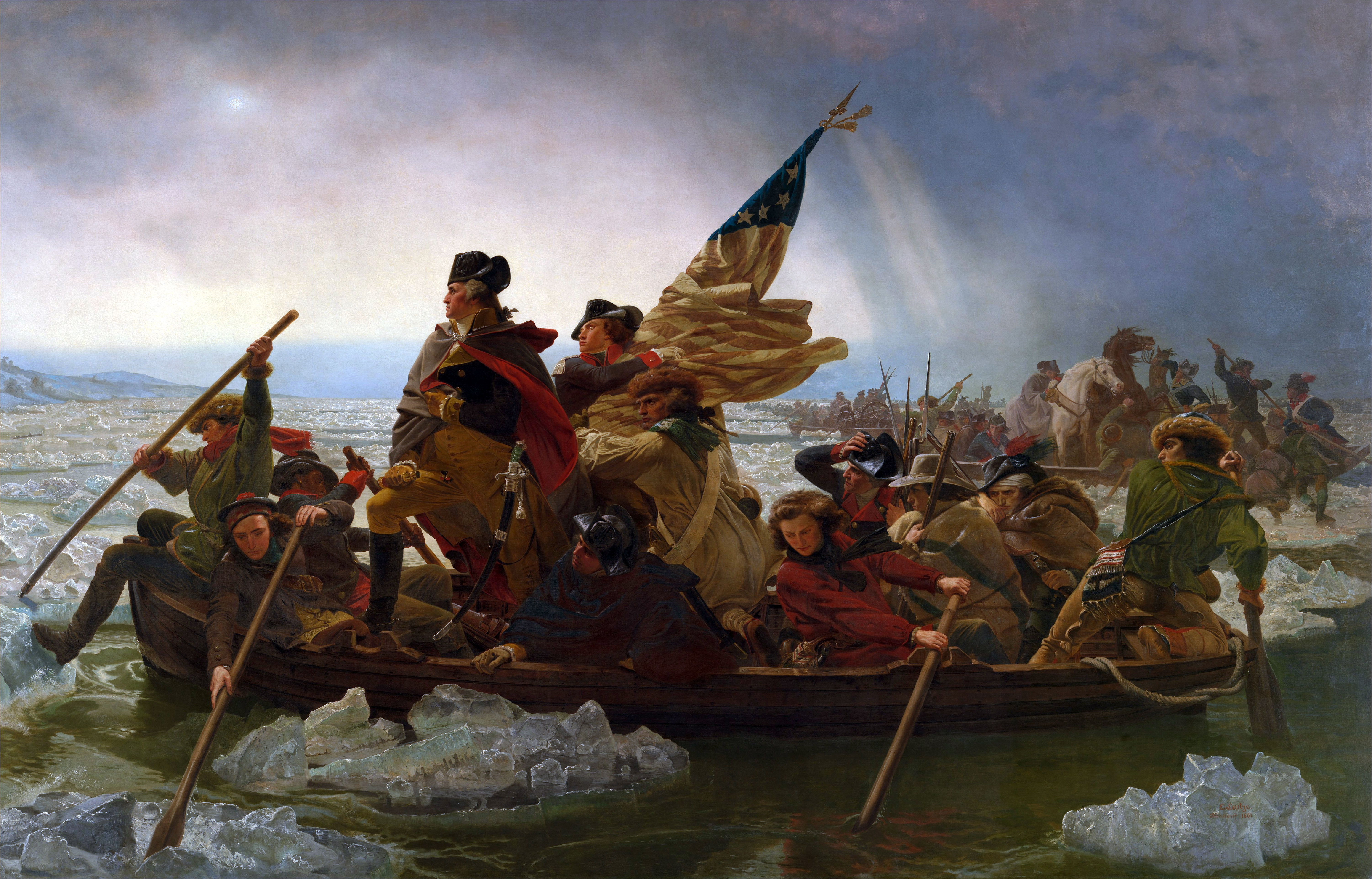
Le régiment de John Glover a fait traverser le Delaware à la rame aux troupes de George Washington, menant à la victoire lors de la bataille de Trenton.

La dernière action du régiment fut la plus célèbre : sur des bateaux fluviaux confisqués en amont, il a transporté l’armée de Washington à travers le fleuve Delaware la nuit pour une attaque surprise contre les forces hessoises à la bataille de Trenton (New Jersey) le matin du 26 décembre 1776.

### Campagne de Saratoga

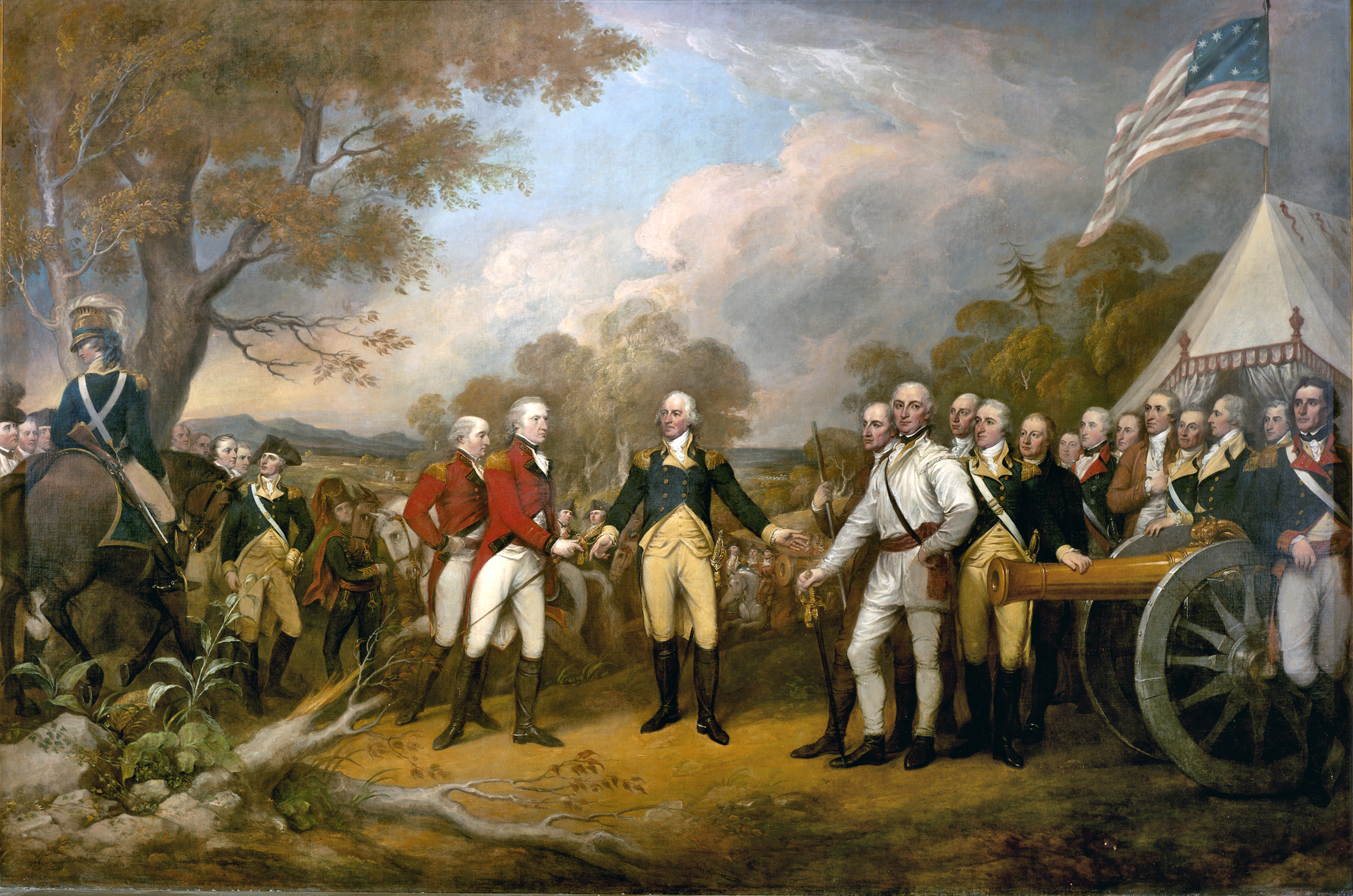
Glover représenté dans le tableau de John Trumbull Reddition du général Burgoyne à Saratoga, New York. Glover est le quatrième à partir de la droite.

Après la bataille de Trenton, John Glover retourna chez lui pour s’occuper de sa femme malade et de ses affaires. Il refusa une promotion au grade de brigadier général en février 1777, mais rejoignit la guerre et accepta la promotion après une demande personnelle du général Washington. À titre de commandant d’une brigade composée de quatre régiments du Massachusetts, il participa à la campagne de Saratoga victorieuse avec le général Schuyler le long de la rivière Hudson à l’été et à l’automne 1777. Il se joindra plus tard à l’attaque du campement britannique avec le général Gates, ce qui entraînera la reddition et la capture de 5 791 soldats de l’armée britannique sous le commandement du général John Burgoyne. Le général Glover fut chargé d’escorter les prisonniers jusqu’à Cambridge (Massachusetts), où son régiment fut accueilli par des acclamations victorieuses de la part des spectateurs le long de la route.

### West Point et la bataille de Rhode Island
À l’hiver 1778, sa brigade rejoint le campement de Washington à Valley Forge. En juin de la même année, Washington lui confia le commandement du fort Arnold, à West Point, où il supervisa la construction des forts et des redoutes dans la région. Dans les années qui suivirent, il prit part à la bataille de Rhode Island, où il fut en mesure de rassembler deux compagnies entières à Boston et à Salem, avec la majorité des volontaires de Marblehead pour aider à renforcer l’effort de reprise du Rhode Island. Pour le reste de la guerre, il fut stationné le long de la rivière Hudson à West Point, pour se protéger contre les mouvements britanniques en amont de la rivière à partir de New York.

### Retraite du service militaire
Après la reddition de Cornwallis à Yorktown en octobre 1781, il faudra deux ans pour qu’un traité de paix soit signé, de sorte que l’armée n’est pas encore dissoute. Pendant ce temps, le général Glover a reçu l’ordre de se rendre dans le Massachusetts pour prendre en charge et rassembler des recrues. En juillet 1782, le général John Glover se retire de l’armée, en raison de sa santé défaillante et est placé en demi-solde instaurée par une résolution du Congrès des États-Unis.

## Fin de vie
Hannah, la première femme de Glover, mourut en 1778. Il se remaria en 1781 avec la veuve Frances (Hitchborn) Fosdick, parente de Paul Revere. John Glover a déménagé à la ferme Glover en 1782, à la frontière actuelle de Marblehead et Swampscott. Il l’avait achetée l’année précédente (1781) à l’État qui l’avait confisquée à un loyaliste britannique . En 1784, le marquis de Lafayette rendit visite à Glover, qui combattit avec lui lors de la Révolution américaine au cours de laquelle ils « avaient partagé les difficultés et les victoires du champ de bataille ainsi que l’amitié du général George Washington ».

### Mort
John Glover meurt le 30 janvier 1797 après avoir contracté une hépatite. Il a été enterré dans une tombe en briques sur l’ancienne colline funéraire de Marblehead. Sa mort est maintenant commémorée chaque année par le régiment de Glover, avec une procession aux lanternes jusqu’à sa tombe et trois salves,.

## Carrière politique
Glover a occupé des postes locaux, dont six mandats en tant que sélectionneur de la ville, délégué à la convention de l’État qui a ratifié la Constitution des États-Unis (1788) et membre de la Chambre des représentants du Massachusetts pendant deux mandats (1788-1789). Au cours de sa tournée aux États-Unis en 1789, le président George Washington a fait un détour pour voir Glover et remercier les résidents de Marblehead pour leur service pendant la guerre.

### Résidences historiques

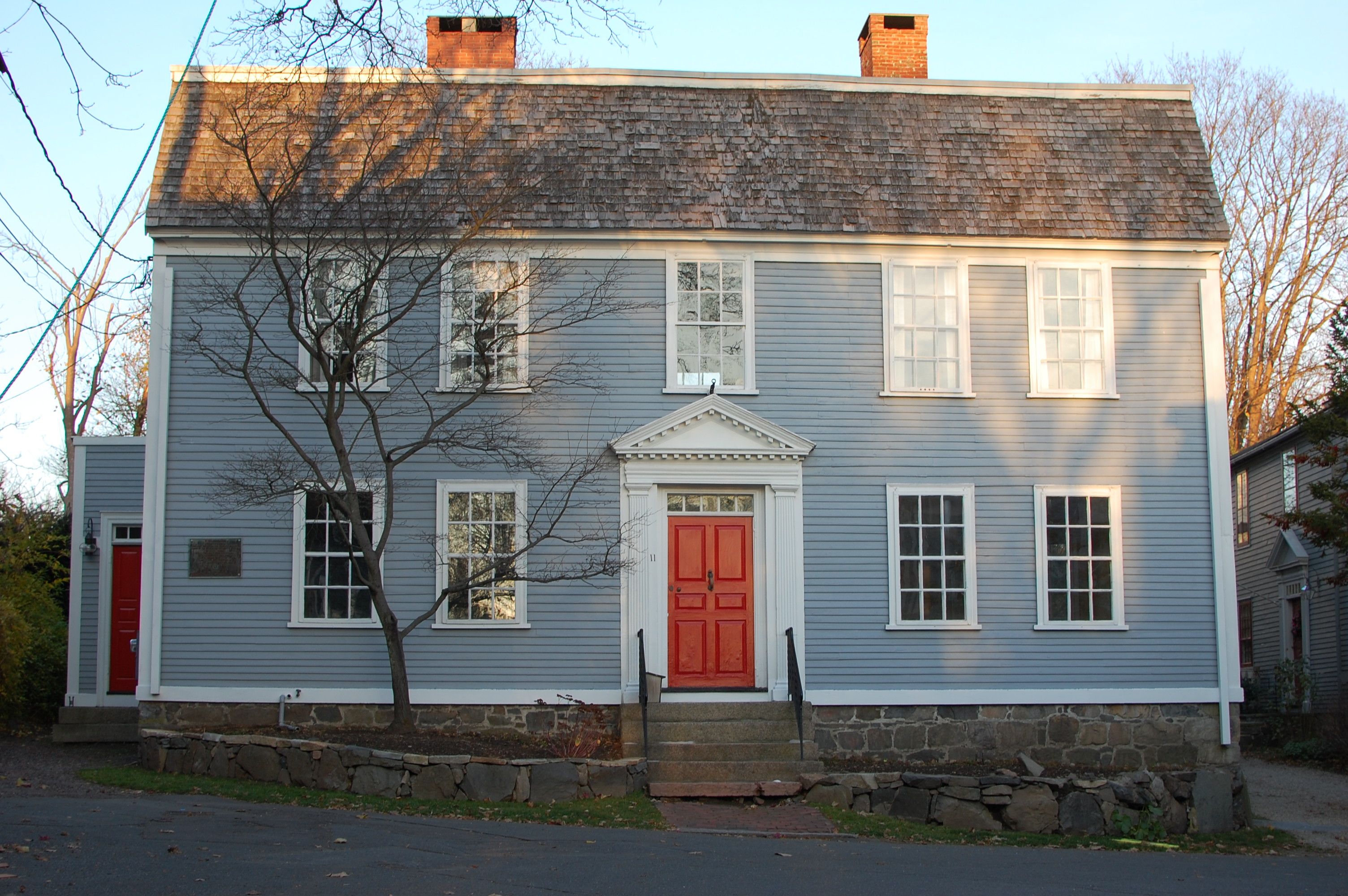
John Glover House à Marblehead (Massachusetts), construite en 1762, monument historique national

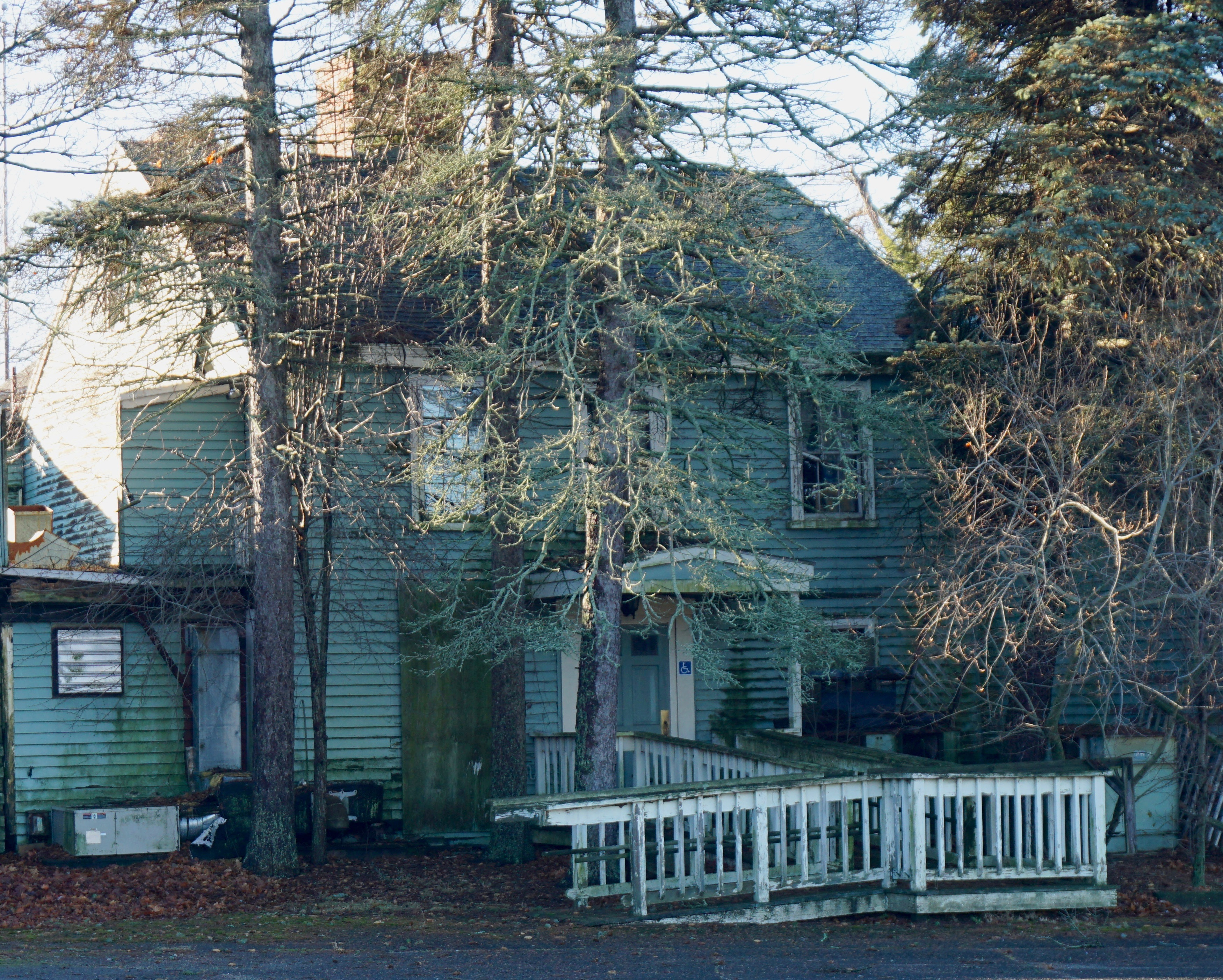
La maison et la ferme du général Glover des années 1700 à Swampscott (MA) telle qu’elle apparaît aujourd’hui

Glover et sa famille vivaient dans une maison qu’il avait construite en 1762, aujourd’hui connue sous le nom de John Glover House, un monument historique national. La maison du général Glover, construite à l’origine dans ce qui était alors Salem, et maintenant à Swampscott, a également été construite dans les années 1700. C’est là que Glover a vécu à partir de 1782 après avoir pris sa retraite de l’armée. La maison existe encore aujourd’hui mais a été menacée de démolition en 2024,, ce qui a entraîné un effort de préservation Save the Glover pour éviter la perte de la dernière maison de Glover.

## Mémoriaux et héritage
- Le 20 novembre 1783, il reçut la charte de la ville de Glover (Vermont), en tant que principal propriétaire, en l’honneur de ses services[27].
- Le fort Glover à Marblehead, construit à l’origine pour la guerre d’indépendance sous le nom de Huit's Head Battery, a été nommé en son honneur lorsqu’il a été reconstruit pendant la guerre de Sécession[28].
- La frégate USS Glover (FF-1098) a été nommée en son honneur et parrainée par Mme William S. Pederson, Sr., et Mme Claude V. Signer, ses arrière-arrière-arrière-petites-filles.
- Glover’s Rock dans le Bronx est un mémorial de son leadership dans la bataille de Pell's Point[29].
- L’école Glover de Marblehead a été nommée en son honneur en 1916.
- Il y a une statue de Glover sur Commonwealth Avenue à Boston[30].
- La maison du général John Glover est située à Marblehead, dans le Massachusetts
- Maison et ferme General Glover à Swampscott, MA
- Glover’s Rock à Pelham, dans l’État de New York, porte son nom[31]
- Commémoration au site historique national de l’Église Saint-Paul-Apôtre de New York[32]

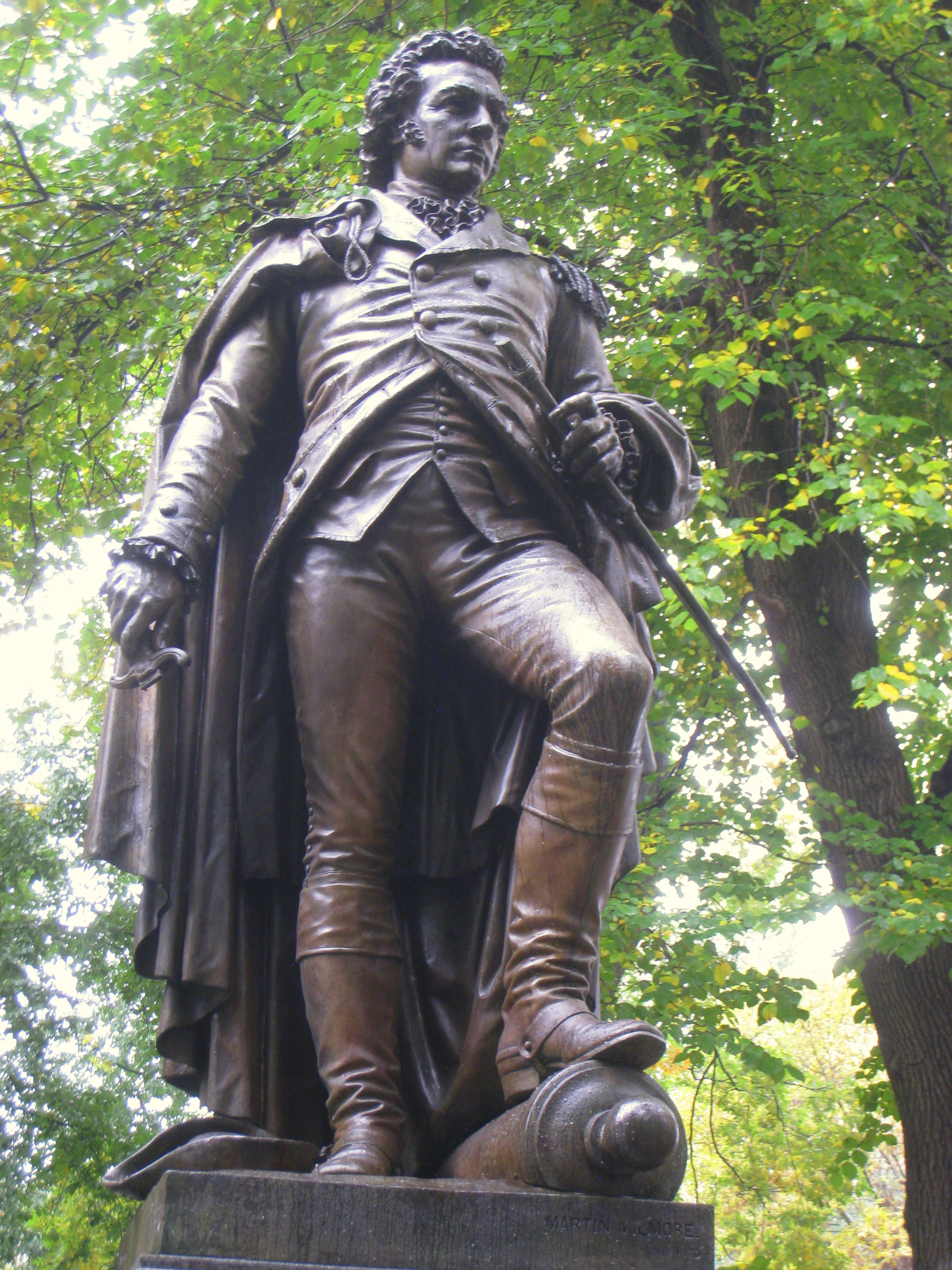
Statue de Glover sur Commonwealth Avenue, Boston par Martin Milmore (1875)
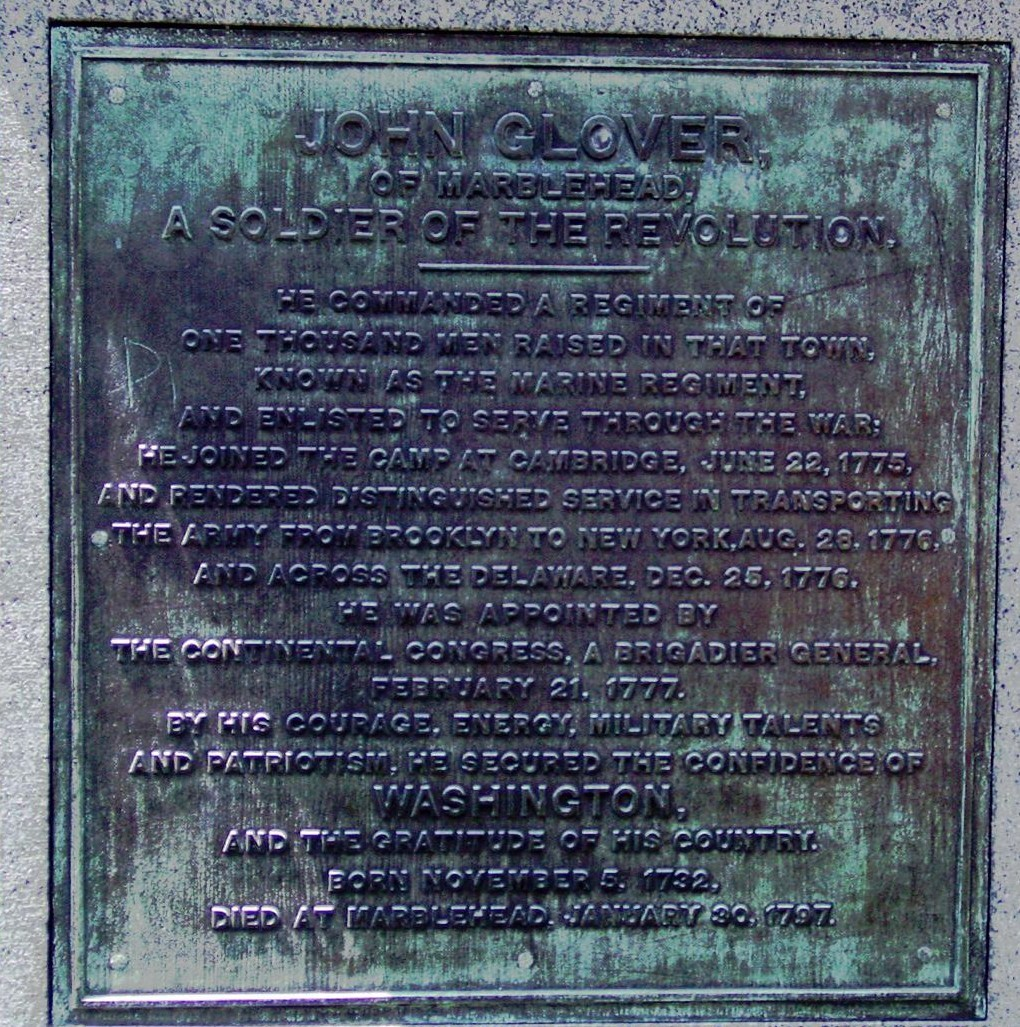
Inscription sur la statue de Glover sur Commonwealth Avenue, Boston.
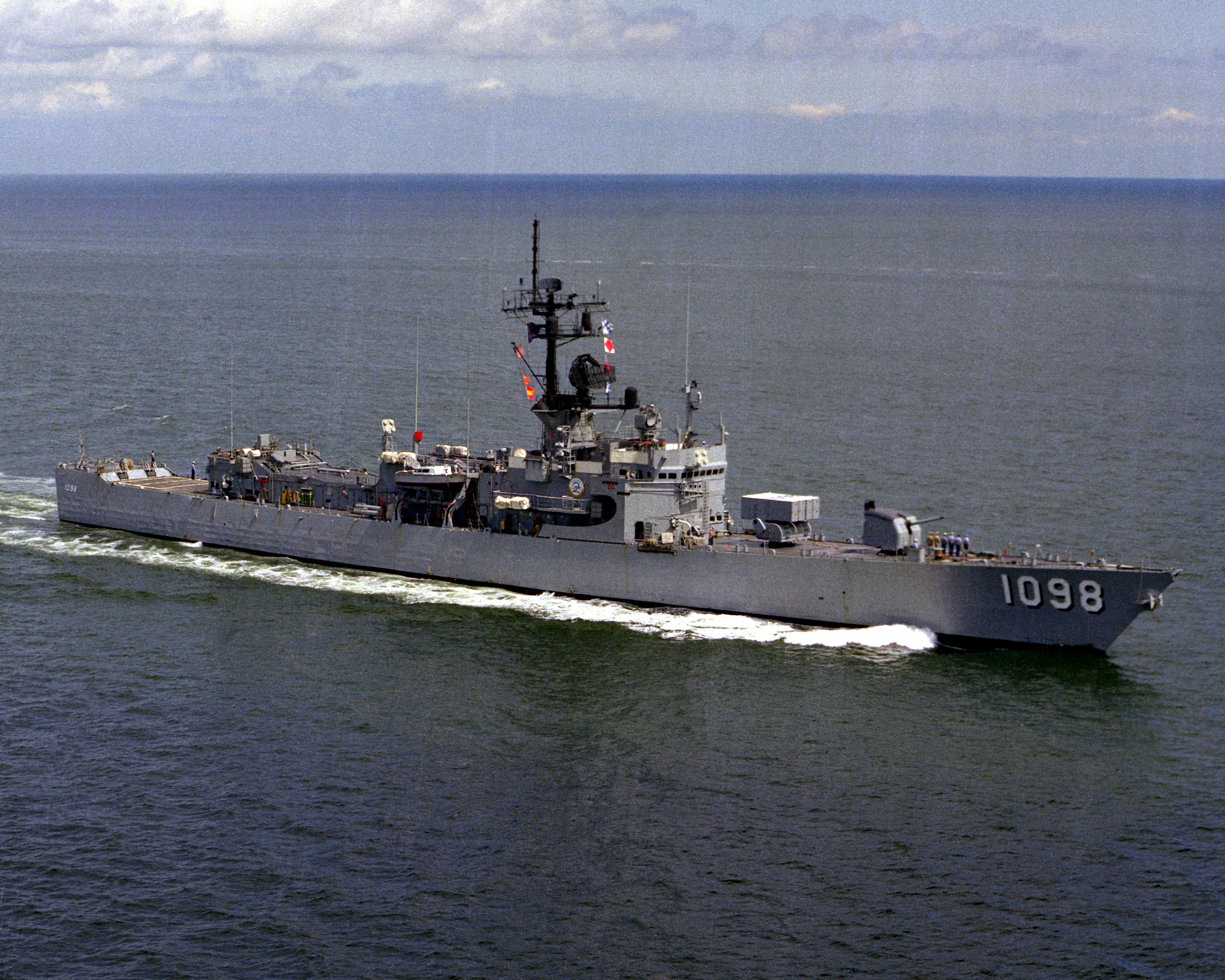
La frégate USS Glover (FF-1098), nommée en l’honneur du général John Glover

## Régiment de Glover

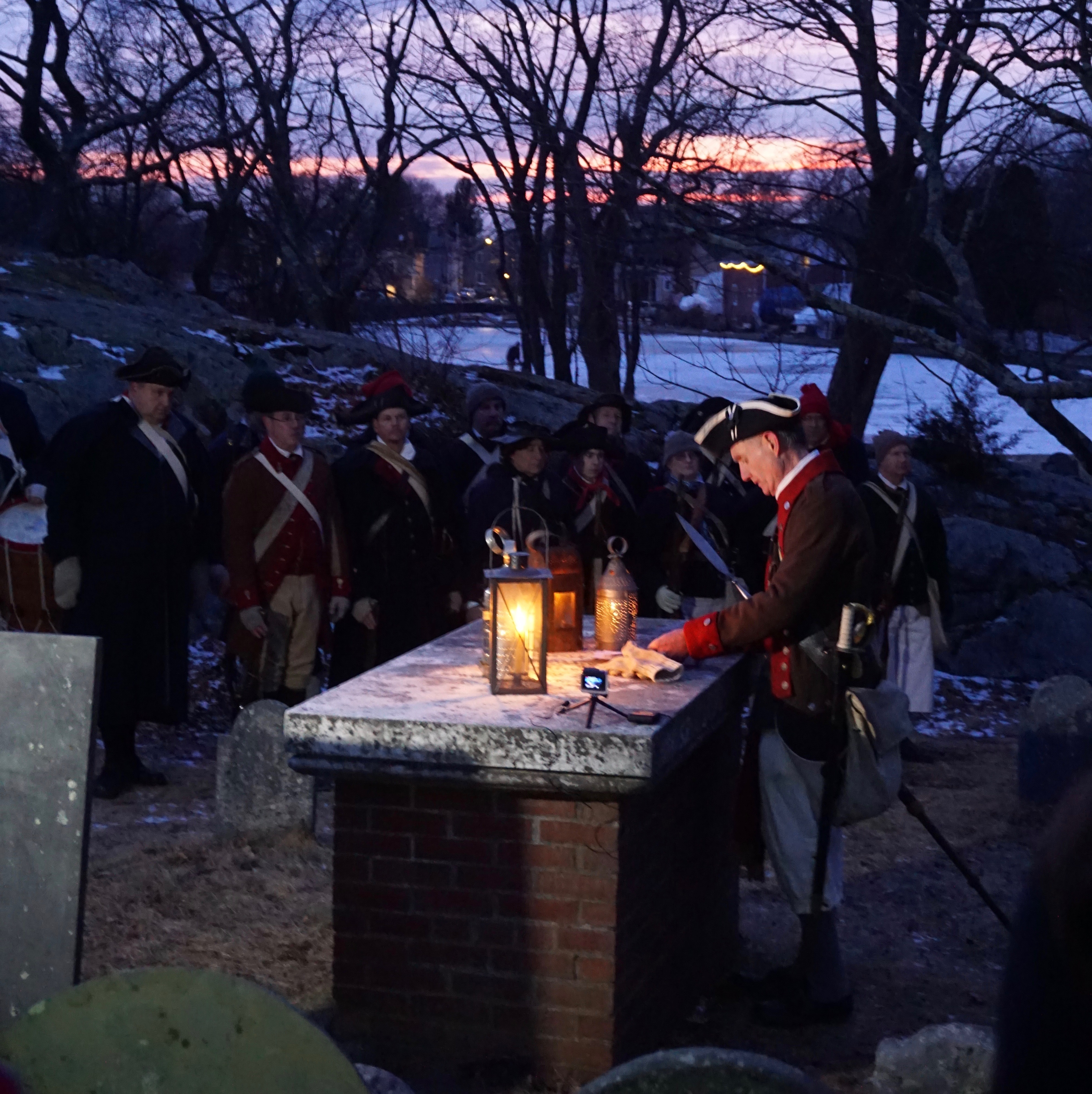
Tombe de Glover à Old Burial Hill, Marblehead lors de la marche commémorative annuelle du régiment de Glover

En l’honneur de l’héritage du général Glover, fondé pour le bicentenaire et poursuivi jusqu’à ce jour, le régiment Marblehead de Glover, un groupe de reconstituteurs dévoués, participe à des événements spéciaux tout au long de l’année pour commémorer les réalisations de Glover et de son régiment.

### Peintures et portraits

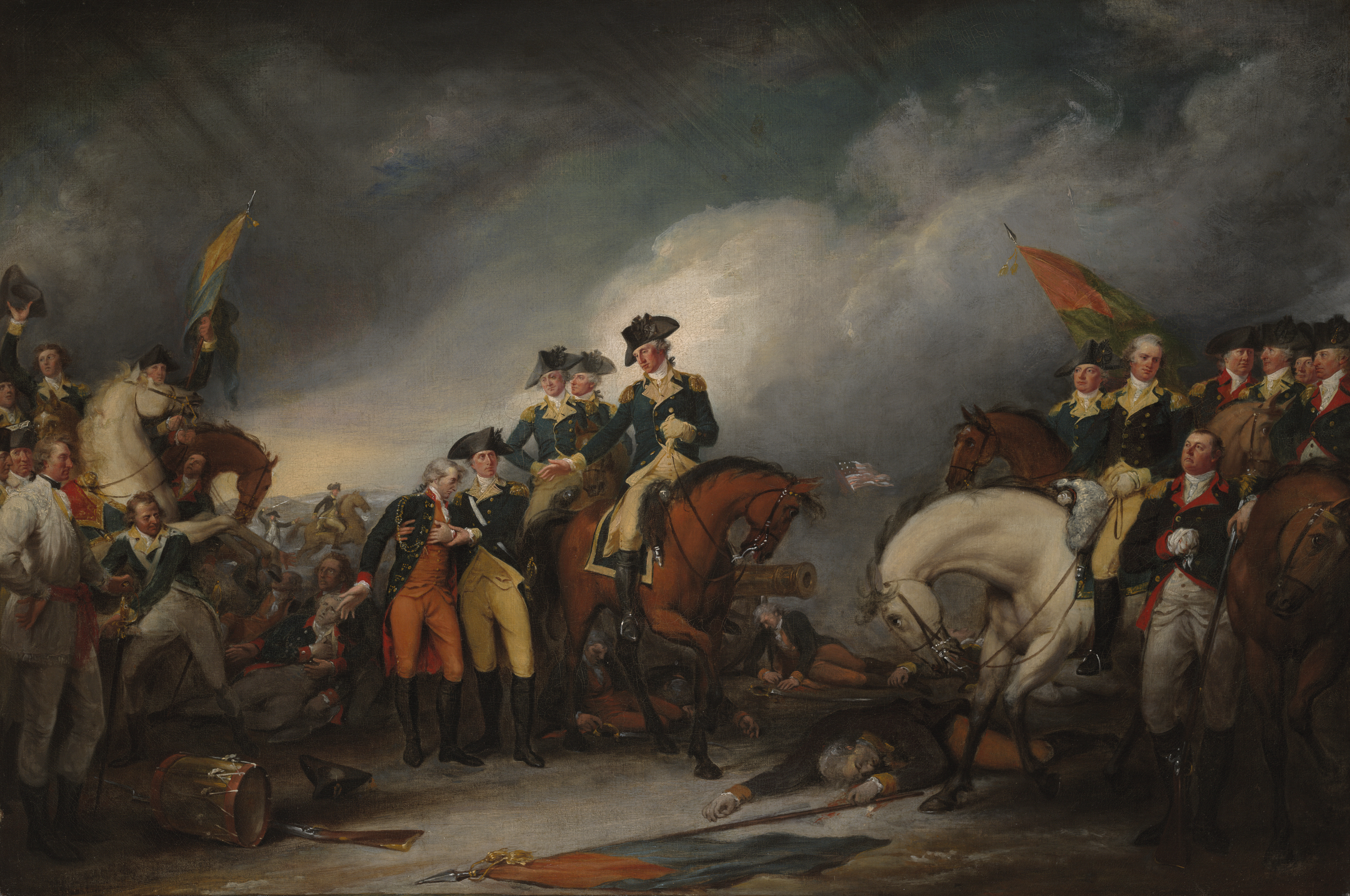
La capture des Hessois à Trenton, le 26 décembre 1776, représentant Glover 2e à partir de la droite, par John Trumbull.

- Brigadier général Glover, portrait à croquis, par John Trumbull (1794) Yale University Art Gallery à New Haven (Connecticut)
- Reddition du général Burgoyne, peinture à l'huile par John Trumbull (1821), rotonde du Capitole des États-Unis à Washington, D.C.
- La capture des Hessois à Trenton, 26 décembre 1776, peinture à l’huile, par John Trumbull (1828) Yale University Art Gallery à New Haven (Connecticut)[35]
- Général John Glover, huile sur toile, par Henry Sutton (1964), Abbot Hall, Marblehead, MA[36]
- Général John Glover, peinture à l’huile, par Anthony Ayres Iarrobino (1965), commandée à l’origine pour l’USS Glover, donnée à la ville lors de la désarmement du navire, à Abbot Hall, Marblehead, MA[37]

### Livres et littérature
- A Memoir of General John Glover, of Marblehead par William P. Upham (1863)
- History and Traditions of Marblehead par Samuel Roads (1880)
- Gen. John Glover and his Marblehead regiment in the Revolutionary War : A paper read before the Marblehead Historical Society, par Nathan P. Sanborn (1903)
- Glover's Marblehead Regiment, de Frank Augustine Gardner (1908)
- General John Glover and His Marblehead Mariners, par George Bilias (1960)
- Washington's Savior: General John Glover and the American Revolution: General John Glover and the American Revolution, par Richard A. Brayall (2013)
- George Washington's surprise attack : a new look at the battle that decided the fate of America, Thomas Tucker (2013)
- The Indispensables: The Diverse Soldier-Mariners Who Shaped the Country, Formed the Navy, and Rowed Washington Across the Delaware, par Patrick K. O'Donnell (2021)
- Saving Washington's Army: The Brilliant Last Stand of General John Glover at the Battle of Pell's Point, New York, October 18, 1776, par Phillip Thomas Tucker (2022)

### Dans la culture populaire
Dans le téléfilm de 2000  The Crossing, le rôle de Glover est un personnage central, et joué par Sebastian Roché